# Kościół Najświętszego Serca Pana Jezusa w Sierpcu
Kościół Najświętszego Serca Pana Jezusa w Sierpcu – rzymskokatolicki kościół znajdujący się obecnie w Muzeum Wsi Mazowieckiej.

## Historia
Świątynia została wybudowana w 1744 roku przez rodzinę Krasińskich we wsi Drążdżewo, w obecnym powiecie makowskim. W lata 50. XX wieku dach kościoła został pokryty blachą. W 1983 roku budowla była remontowana. W latach 90. XX wieku we wsi został wzniesiony nowy murowany kościół. Po ukończeniu budowy kościół był nieczynny, dlatego w 2007 roku został przeniesiony do Muzeum Wsi Mazowieckiej razem z drewnianą dzwonnicą.

## Architektura

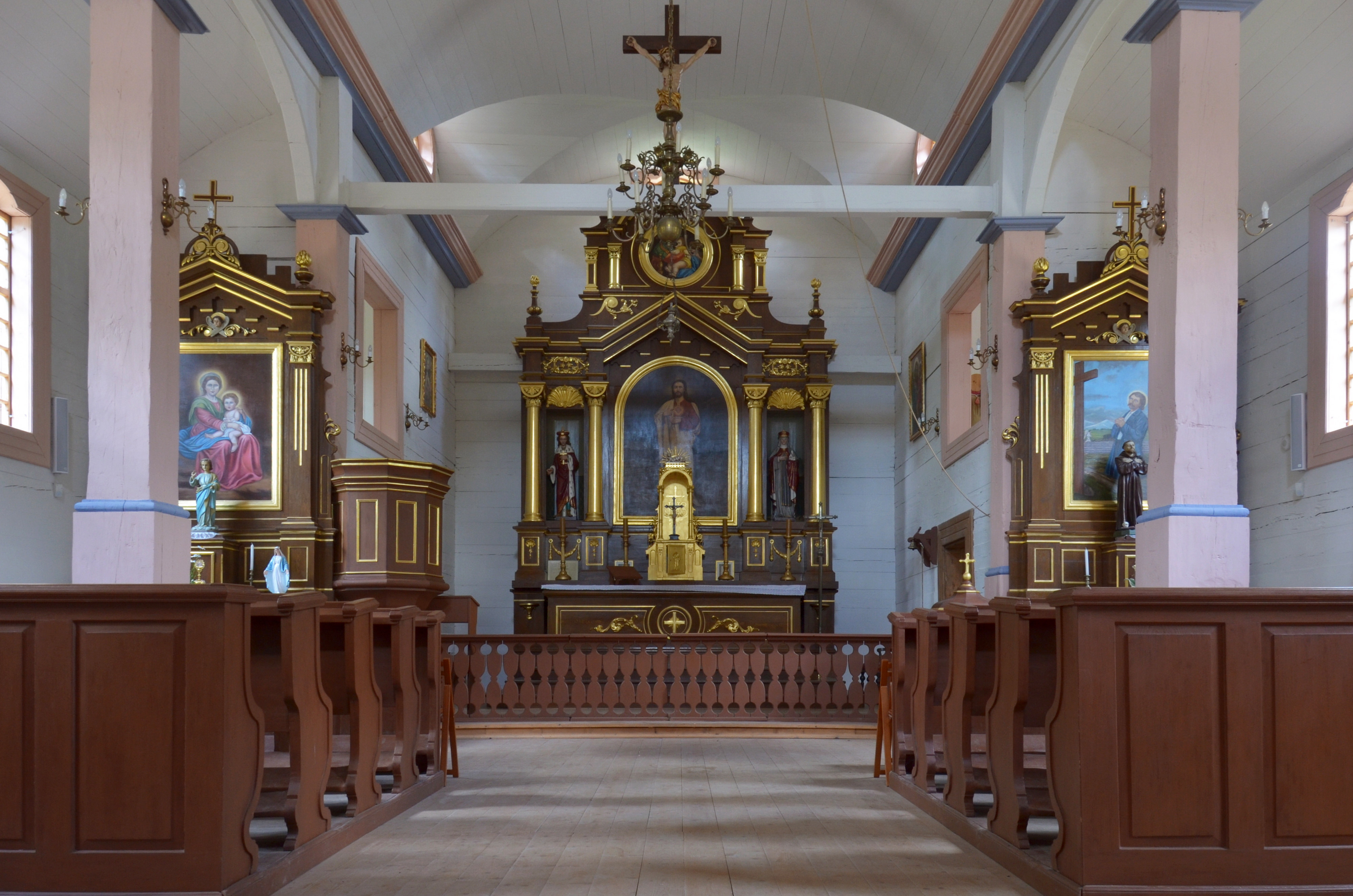
Wnętrze świątyni

Jest to drewniany kościół posiadający trzy nawy, wykonany w konstrukcji zrębowej. Do jego budowy użyto sosnowego drewna. Świątynia nie jest obecnie orientowana. Prezbiterium jest mniejsze od nawy i zamknięte prostokątnie. Po jego obu stronach mieszczą się skarbczyk i zakrystia, wychodzące ryzalitowo poza obrys nawy. Nad nimi są wzniesione loże otwierające się na prezbiterium. Dostawiona do nawy kruchta zakończona jest trójkątnym szczytem. Świątynia nakryta jest gontowym dachem dwuspadowym, ozdobionym dwoma wieżyczkami – większą nad kruchtą, wzniesioną na planie czworoboku, zakończoną blaszanym hełmem z podwójną latarnią oraz mniejszą nad nawą, wzniesioną na planie ośmioboku, zakończoną blaszanym hełmem z pojedynczą latarnią.
Wnętrze przekryte jest pozornymi sklepieniami: w nawach bocznych i głównej kolebkowymi, natomiast w prezbiterium kolebkowo-krzyżowym. Ściany są otynkowane, wnętrze jest podzielone na trzy nawy dwoma rzędami słupów z arkadami, ustawionymi po dwie sztuki. Z tyłu nawy mieści się chór muzyczny. Kościół posiada trzy ołtarze.
Obiekt znajduje się na Pętli Płockiej szlaku krajoznawczego Drewniane Skarby Mazowsza.